# 가전제품

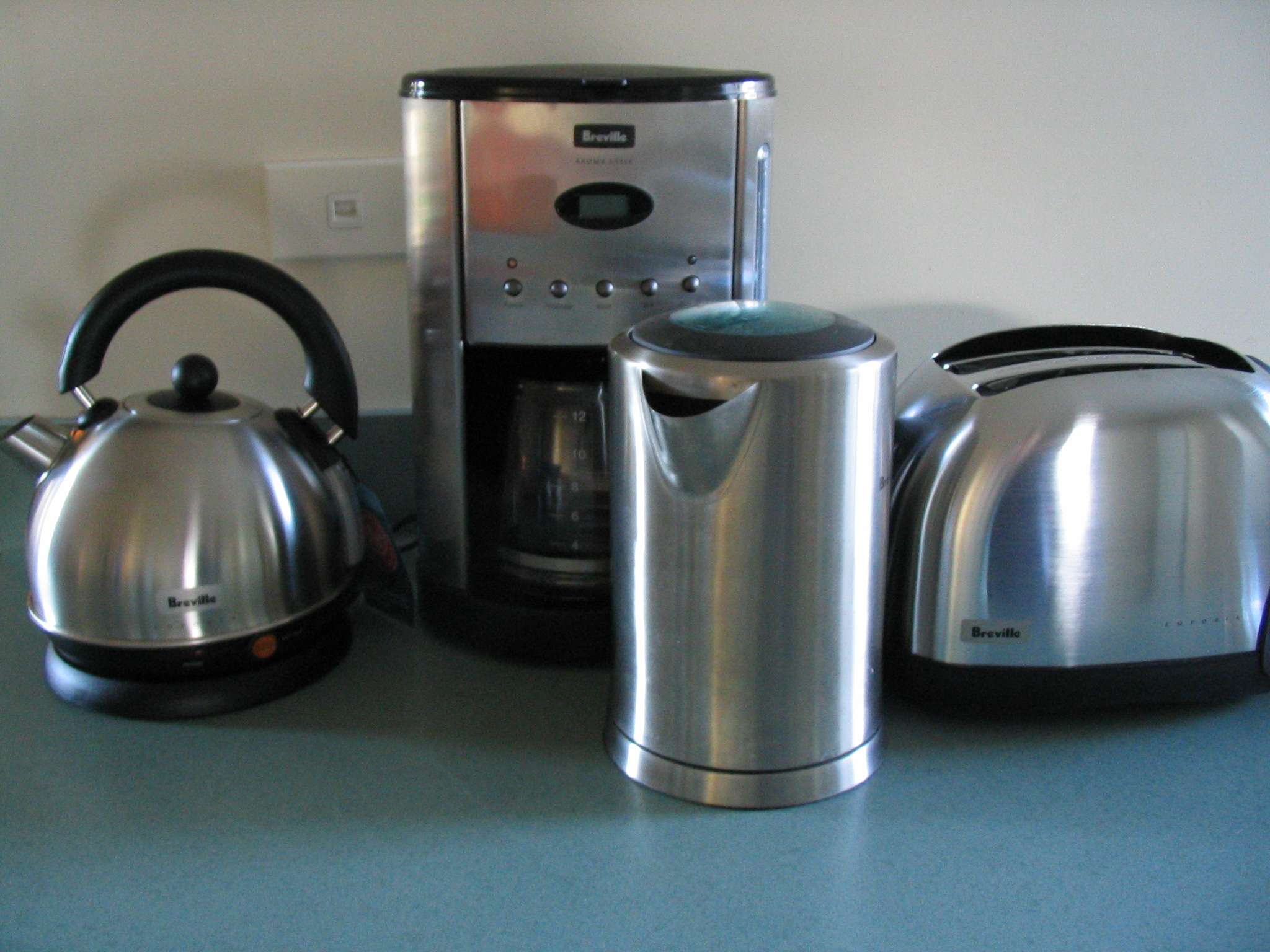
주방전용 가전제품

가전제품(家電製品, home appliance)은 가정에서 사용하는 전기 기기(equipment)이다. 기술의 혁신으로 가사작업이 점차 자동화, 기계화되어 가고 있으며, 세탁·밥짓기·목욕물 데우기·물긷기·청소 등과 같은 가사 노동 중에서도 비교적 중노동에 속하는 일들을 차차 기계가 대신하게 되었다. 한편, 적극적으로 가정생활을 풍요롭게 하기 위한 식품 보존·조리·실내 공기조절·조명 등에 새롭고 효율이 높은 기기들이 쓰이게 되었다. 또한, 휴양이나 미용을 위해서도 각종 전기제품이 쓰이고 있다. 이와 같이 기계를 일상생활에 활용한다는 것은 가정생활을 보다 편리하고 능률있게, 내용을 풍부하게 할 수 있기 때문에, 종래 가사에 묶여 있던 주부를 시간적·육체적·정신적으로 해방시키는 것이기도 하다.

## 분류

### 의생활의 기구
의생활에 관계되는 가정의 기계·기구로는 재봉틀, 전기다리미, 전기세탁기 등이 있다.

#### 의복 생활용
- 재봉틀
- 전기다리미
- 전기세탁기
- 빨래 건조기
- 보풀 제거기
- 의류관리기

#### 이·미용용
- 전기면도기
- 코털정리기
- 전기이발기
- 헤어 드라이어
- 헤어 아이론

#### 욕실용
- 전자 비데
- 전동 칫솔
- 칫솔살균기
- 구강세정기

### 식생활의 기구
식생활과 관계가 깊은 기계·기구는 날로 증가해 가고 있다. 전기밥솥은 옛날부터 오랜 경험을 통해 터득해 온 요령이 필요 없이 자동으로 밥을 지을 수 있게 되어 부인들의 가사노동 및 노동시간의 경감에 크게 공헌하고 있다. 또한, 전기냉장고는 긴 장마철과 여름철 식생활에 중요한 역할을 하고 있다. 전자 레인지는 종래의 가열기와는 근본적으로 가열원리가 달라, 요리방법을 크게 전환시켰으며, 식생활에 미치는 영향이 크다. 믹서의 보급은 신선한 야채나 과일의 영향을 섭취하는 방법을 바꾸었다.

#### 조리용
- 가스레인지
- 전기밥솥
- 전기오븐
- 토스터
- 전기주전자
- 전기그릴
- 전기찜솥
- 믹서
- 전자레인지
- 전기레인지
- 에어 프라이어
- 튀김기
- 에스프레소 머신
- 커피메이커
- 와플기
- 반죽기
- 제빵기
- 제면기
- 빙수기
- 제빙기
- 생수기

#### 저장용
- 냉장고/냉동고
  - 김치냉장고
- 전기 온장고

#### 설거지 및 음식물 처리용
- 식기세척기/식기건조기
- 디스포저
- 음식물처리기

### 주생활의 기구
주생활에 관계되는 기계·기구는 조명·난방·환기 등 극히 종류가 많다. 특히, 최근에는 공기 조절을 위한 기계가 개발되고 그 보급도 점차 늘어가고 있다. 또 급탕(給湯)시설은 생활 향상과 더불어 주생활에 필요한 것이 되었다. 청소기는 보급률이 높다.

#### 전기 공급용
- 멀티탭
- 충전기
- 보조배터리

#### 보안용
- 도어락

#### 시간 측정용
- 시계
  - 벽걸이 시계
  - 탁상 시계
  - 회중 시계
  - 손목 시계
- 타이머
- 스톱워치
- 스마트워치

#### 조명용
- 손전등
- 형광등
- 백열등
- 스탠드

#### 난방용
- 온풍기
- 전기 난로/전기 히터
- 전기 담요
- 전기 장판

#### 냉방용
- 에어컨
- 냉풍기
- 선풍기

#### 환기/수분 조절용
- 에어 서큘레이터
- 가습기
- 제습기
- 공기청정기
- 환풍기
  - 레인지 후드

#### 청소용
- 진공 청소기
- 로봇 청소기

### 통신 기기
- 전화기
- 휴대폰
- 팩스
- 무전기

### 영상 기기
- 텔레비전
  - 세트톱 박스
- 모니터
- DVD 플레이어/블루레이 플레이어
- PMP

### 음향 기기
- 라디오
- 오디오
  - 턴테이블
  - 스피커
  - 카세트 플레이어
  - CD 플레이어
- 녹음기/보이스 레코더
- MP3 플레이어
- 홈 시어터
- 마이크
- 이어폰/헤드폰
- 전자악기

### 광학 기기
- 카메라
  - 필름 카메라
  - 디지털 카메라
    - 미러리스
    - DSLR
- 캠코더
  - 액션캠

### 컴퓨터 및 주변기기
- 데스크탑
  - 본체
  - 키보드
  - 마우스
- PDA
- 노트북
- 태블릿 PC
- 복합기
  - 스캐너
  - 프린터
  - 복사기

### 사무 기기
- 전자계산기
- 전자수첩
- 전자노트
- 코팅기
- 문서 세단기

### 학습 기기
- 전자사전
- 전자책 단말기

### 의료 및 건강 기기
- 전자체온계
- 안마 의자
- 안마기
- 족욕기

### 오락 기기
- 게임기

## 같이 보기
- 전자공학